# Stugna-P
Lo Stugna-P (versione da esportazione denominata Skif) è un sistema missilistico guidato anticarro ucraino sviluppato dal Luch Design Berau. Il suo dispositivo di guida è sviluppato e prodotto dall'ufficio di progettazione bielorusso Peleng con sede a Minsk. Skif è la parola ucraina per Scita e Stuhna è il nome di un fiume locale. 
Lo Stugna-P è progettato per distruggere moderni bersagli corazzati con armature combinate trasportate o monolitiche, inclusa l'armatura reattiva esplosiva (ERA). Gli skif possono attaccare sia bersagli fissi che mobili. Possono attaccare sia da lungo raggio (fino a 5 km di giorno) che da vicino (100 m). Possono attaccare bersagli puntuali come posizioni di armi, oggetti leggermente corazzati ed elicotteri in volo stazionario. Lo Stugna-P ha due modalità di puntamento: guida manuale e spara e dimentica automatizzato che non utilizza il tracciamento manuale di un bersaglio. Nel 2018, l'esercito ucraino ha testato una variante di esportazione aggiornata dello Skif.

## Descrizione
Lo Stugna-P o Skif è costituito da un treppiede, un tubo da lancio per missili, un pannello di controllo remoto PDU-215, un dispositivo di guida e una telecamera termografica (imager termico).
Il pannello di controllo PDU-215 è un computer portatile simile a una valigetta con un sistema operativo, un piccolo joystick e un display a schermo piatto per assistere la guida del missile. Sono disponibili due modalità di sparo: manuale e spara e dimentica. Quest'ultima modalità fornisce il controllo automatico del volo del missile utilizzando un raggio laser mirato. Il PDU-215 consente il controllo dell'unità fino a 50 metri di distanza (con una canalina)
Per rendere operativo il sistema serve una squadra di tre o quattro persone. Gli operatori richiedono zaini appositamente realizzati. Una volta lanciato il missile, l'operatore controlla il sistema e corregge la mira quando necessario, utilizzando il joystick sul telecomando. Il sistema ha una durata di 15 anni. I missili hanno una durata di 10 anni.
Il sistema viene fornito completo di missili da 130 mm e 152 mm per il trasporto e il lancio. Le testate anticarro ad alto esplosivo (HEAT) RK-2S a carica tandem potrebbero essere in grado di contrastare i carri armati principali di peso medio come il T-90A con una penetrazione di 800 mm dietro l'ERA. Le testate RK-2M-K potrebbero essere in grado di contrastare i pesanti carri armati principali come M1 Abrams con la loro penetrazione di 1100 mm dietro l'ERA. Il sistema include anche testate a frammentazione ad alto esplosivo (HE) RK-2OF e RK-2М-OF per attaccare posizioni di fanteria e veicoli corazzati leggeri. Il sistema può utilizzare tutti e quattro i tipi di missili senza alcuna modifica. La termocamera del sistema può essere utilizzata durante le operazioni notturne

## Varianti

### 130 mm
Missili da 130 mm con testate RK-2S e RK-2OF. Questa versione è schierata nelle forze armate ucraine come Stugna-P.
- Calibro: 130 mm
- Tiro utile:
  - (giorno): 0,1–5 km
  - (notte): 0,1–3 km
- Peso del sistema completo: 97 kg
- Peso missile: 30 kg
- Penetrazione della testata:
  - RK-2S carica tandem HEAT: non meno di 800 mm dietro ERA
  - Frammentazione RK-2OF HE: non meno di 60 mm con ≥ 600 frammenti
- Lunghezza tubo di lancio: 1360 mm

### 152 mm
Missili da 152 mm con testate RK-2M-K e RK-2М-OF:
- Calibro: 152 mm
- Tiro utile
  - (giorno): 0,1–5,5 km
  - (notte): 0,1–3 km
- Peso del sistema completo: 104 kg
- Peso missile: 37 kg
- Penetrazione della testata:
  - RK-2M-K tandem-charge HEAT: Non meno di 1100 mm dietro ERA
  - Frammentazione RK-2М-OF HE: non inferiore a 120 mm con ≥ 1000 frammenti
- Lunghezza tubo di lancio: 1435 mm

### Skif
Versione da esportazione

### SERDAR
SERDAR è una stazione d'arma stabilizzata telecomandata (RCWS). Il sistema è stato sviluppato congiuntamente dal Luch Design Bureau, dalla società turca Aselsan Spets e dalla Techno Export, parte dell'impresa ucraina Ukroboronprom. Il sistema trasporta due (in alcune versioni quattro) missili da 130 mm o 155 mm con testate HEAT a carica tandem RK-2S o RK-2M-K. Il sistema è inoltre dotato di mitragliatrici da 12,7 mm e 7,62 mm. In Turchia è stata costituita una società mista per la produzione di missili Skif, la cui produzione è iniziata all'inizio del 2020.

### Shershen
Versione Bielorussa dello Skief da 130 o 152 mm

## Impiego operativo
Il sistema missilistico è stato utilizzato durante la guerra russo-ucraina precedente al 2022 dalle forze ucraine dopo le prime consegne nel 2018. Tuttavia, ha acquisito maggiore importanza contro le forze dell'esercito russo durante l'invasione russa dell'Ucraina del 2022, insieme ai sistemi anticarro forniti dai paesi della NATO come FGM-148 Javelin (Stati Uniti), NLAW (Regno Unito) e Panzerfaust 3 (Germania). Il 5 aprile 2022, le forze ucraine hanno utilizzato il sistema missilistico per abbattere un elicottero d'attacco russo Kamov Ka-52.

## Utilizzatori
Algeria
 Arabia Saudita
 Birmania
 Ucraina
- Guardia nazionale dell'Ucraina

 Marocco